# Richard Hughes (musicien)
Pour les articles homonymes, voir Richard Hughes.
Richard David Hughes est batteur du groupe de musique britannique Keane. Il est le membre le plus âgé de la bande.

## Biographie
Il est né le 8 septembre 1975 à Gravesend, Kent (Royaume-Uni). Il va à Tonbridge School, dans le comté de Kent, avec ses meilleurs amis de l'époque, Tim Rice-Oxley et Dominic Scott.
À l'âge de 17 ans, il apprend à jouer de la batterie, et quand Dominic et Tim forment un groupe en 1995, il est invité à y être batteur.
Il va à l'University College de Londres pour y étudier la géographie.
Il est secrétaire à la British Broadcasting Corporation, ainsi que professeur remplaçant pour une courte durée.